# Priapulus
Genre
Synonymes
- Priapus Linnaeus, 1758
- Priapula de Blainville, 1826
- Lacazia de Quatrefages, 1865

Priapulus est un genre de vers marins de l'embranchement des Priapulida.

## Liste d'espèces
Selon WRMS
- Priapulus abyssorum Menzies, 1959
- Priapulus caudatus Lamarck, 1816
- Priapulus tuberculatospinosus (Baird, 1868)